# Ханс Грос
Ханс Густав Адолф Грос (26. децембра 1847 – 9. децембра 1915) био је аустријски правник и криминолог, на основу свог знања и доприноса добио је назив „отац оснивач” кривичног права. Ханс Грос био је правник у области кривичних дела, а током своје каријере истакао  се као творaц у оквиру поља научне криминалистике. Током своје каријере развијао се као личност из области испитивања правде, такође је приметио и недостатке из области права. Кроз књиге које је писао, часове које је држао,  и методе рада које је примењивао у институцијама у којима је радио, пружио је значајан допринос у побољшању правосудног система. За усавршавање овог система је такође, било пресудно и Гросово правосудно искуство.

## Детињство и младост
Грос је рођен 26. децембра 1847. у Штајерској у  Аустрији. Као младић, Ханс Грос је 1870. године дипломирао као правник ( из области Испитивање правде) на универзитету у свом родном граду у Горњој Штајерској. 

## Криминолошка истраживања
Грос је у  Штајерској  радио као судија и тужилац и решавао случајеве злочина са којима се сусретао током свог службовања. Током своје службе решавао је случајеве неколико лажних оптужби. Радећи посао Грос је схватио многе недостатке садашњег правосудног система. Тада је поступајући судија био истражитељ кривичног дела.  У то време било је врло мало истражитеља злочина. Многи од правних службеника били су добровољци или бивши полицајци.  Као резултат, правници су углавном решавали и процесуирали све злочине које су они водили.  Ово се показало као лош систем јер су се многе судије ослањале на своје лично знање и ограничене чињенице или доказе. Овај недостатак организације довео је до Гросовог активног рада у науци о криминалу.